# Giro di Lombardia 1995
La Giro di Lombardia 1995, ottantanovesima edizione della corsa e valida come undicesimo e ultimo evento della Coppa del mondo di ciclismo su strada 1995, fu disputata il 21 ottobre 1995, per un percorso totale di 252 km. Fu vinta dall'italiano Gianni Faresin, al traguardo con il tempo di 5h49'02" alla media di 43,32 km/h.
Partenza a Varese con 165 ciclisti di cui 57 portarono a termine il percorso.

## Ordine d'arrivo (Top 10)
| Pos. | Corridore            | Squadra       | Tempo    |
| ---- | -------------------- | ------------- | -------- |
| 1    | Gianni Faresin       | Lampre        | 5h49'02" |
| 2    | Daniele Nardello     | Mapei-GB      | a 19"    |
| 3    | Michele Bartoli      | Mercatone Uno | s.t.     |
| 4    | Rolf Sørensen        | MG Maglificio | a 56"    |
| 5    | Stefano Zanini       | Gewiss        | a 1'02"  |
| 6    | Claudio Chiappucci   | Carrera       | s.t.     |
| 7    | Francesco Casagrande | Mercatone Uno | s.t.     |
| 8    | Pascal Richard       | MG Maglificio | s.t.     |
| 9    | Roberto Pistore      | Polti         | s.t.     |
| 10   | Felice Puttini       | Refin         | s.t.     |